# Stonava
Stonava là một làng thuộc huyện Karviná, vùng Moravskoslezský, Cộng hòa Séc.